# 254
El 254 (CCLIV) fou un any comú començat en diumenge del calendari julià.

## Esdeveniments
- Comença el pontificat del Papa Esteve I
- Període àlgid de la Crisi del segle iii
- Inici del regnat de Cao Mao[1]